# Pieter Demeester
Pieter Demeester (Gent) is een Belgisch bestuurder en politicus voor de CD&V.

## Levensloop
Pieter Demeester is een zoon van voormalig CD&V-minister Wivina Demeester. Hij liep school aan het Sint-Jozefcollege in Turnhout, studeerde rechten aan de Facultés universitaires Notre-Dame de la Paix te Namen en de Katholieke Universiteit Leuven en behaalde een MBA aan de Vlerick School voor Management. Vervolgens was hij onder meer werkzaam bij Accenture, Laterio en De Post.
In 2003 volgde hij Jo Vandeurzen op als algemeen secretaris van de CD&V, een functie die hij uitoefende tot 2011. Hij werd in deze hoedanigheid opgevolgd door Jonathan Cardoen. Hij keerde toen terug naar bpost.
In 2016 maakte Demeester de overstap naar consultancybedrijf Nexum. In 2020 richtte hij consultancybureau WhoCares? op, waar onder meer Jo Vandeurzen na zijn vertrek uit de politiek werkzaam werd. Verder is hij ook zelfstandig consultant en bestuurder van de vzw Hubbie, vzw WhoCares?! en Emmaüs.